# Ulrich Kallmeyer
Ulrich Kallmeyer (* 10. September 1944 in Neustrelitz) ist ein deutscher Manager aus der Lebensmittelbranche.

## Leben
Kallmeyer wuchs im niedersächsischen Neustadt am Rübenberge auf. Nach dem Abitur leistete er Wehrdienst bei der Bundeswehr. Sein letzter Dienstgrad war Leutnant der Reserve. Im Anschluss studierte er Betriebswirtschaftslehre in Hamburg.
Er begann beim deutsch-niederländischen Unternehmen Unilever. Er war dort für Nahrungsmittel und Körperpflegeprodukte zuständig und Geschäftsführer der Schafft Fleischwerke.
1985 wechselte er zur Dr. August Oetker KG, wo er kaufmännischer Geschäftsleiter der Söhnlein Rheingold Sektkellerei wurde. Danach war er für das Controlling und die Finanzen der Henkell & Co. Sektkellerei zuständig. 2000 wurde er Vorstandsvorsitzender der Binding-Brauerei, 2001 Generalbevollmächtigter der Dr. August Oetker KG und 2002 Sprecher der Geschäftsführung der Radeberger Gruppe. 2009 ging er in den Ruhestand.
Von 2004 bis 2009 war er gleichzeitig Aufsichtsratsvorsitzender von Brau und Brunnen.